# دائرة بولت سالت
دائرة بورت سالت هي إحدى الدوائر الخمس في الإدارة الجنوبية في جنوب غرب هايتي. تتبعها ثلاثة بلديات ويبدأ رمزها البريدي بالرقم 82.